# モーリス・カレン

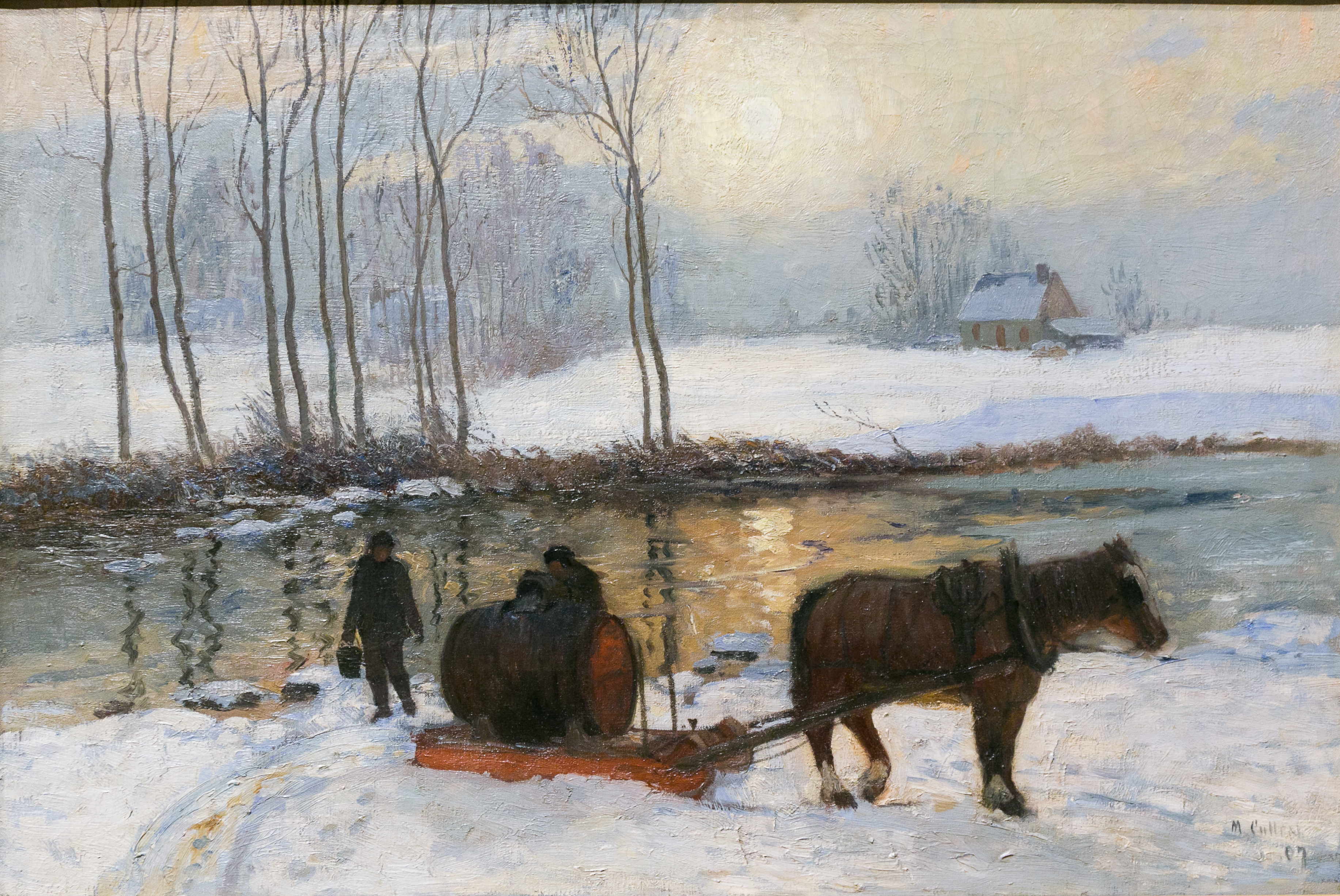
モーリス・カレン作「水運び」(1907) モントリオール美術館蔵

モーリス・カレン（Maurice Cullen RCA、1866年6月6日 – 1934年3月28日）はカナダの画家。カナダにおける印象派のスタイルの画家の最初期のひとりである。

## 略歴
カナダ・ニューファンドランド・ラブラドール州のセントジョンズで生まれた 。1870年に家族とケベック州のモントリオールに移った。モントリオールの専門学校(Conseil des Arts et Manufactures)で美術を学び、モントリオールの劇場(Monument National)の付属学校で彫刻家のエベール(Louis-Philippe Hébert)に彫刻を学んだ。
1888年に相続した遺産で、パリに留学し、パリ国立高等美術学校でジャン＝レオン・ジェロームに学び、アカデミー・コラロッシでギュスターヴ＝クロード＝エティエンヌ・クルトワやジャン＝アンドレ・リクセンに学んだ。後にアカデミー・ジュリアンでも学び、国立高等美術学校のジュール＝エリー・ドローネーやアルフレッド・ロルにも学んだ。
美術学校でアカデミック美術の教育を受けたが、クロード・モネらの印象派の画家に影響を受けたスタイルになり、1891年頃までには作品は批評家から好意的な批評を受けるようになった。1895年に作品がフランス政府に買い上げられ、カナダ人画家として初めてフランス国民美術協会の準会員に選ばれた。その年、カナダに帰国し、モントリオールに住んだ。
モントリオールにスタジオを開き、ケベックの風景や、街の風景を記録する作品を描いた。1899年に、王立カナダ芸術アカデミーの準会員に選ばれた。1904年のセントルイス万国博覧会の展覧会に出展し、銅メダルを受賞した。1907年に王立カナダ芸術アカデミーのフェローに選ばれた。
1910年に未亡人であった女性と結婚した。義理の息子となったロベール・ピロ(Robert Pilot: 1898-1967) は後に画家になった。1910年にトロントの美術家グループ「カナディアン・アート・クラブ(Canadian Art Club)」の会員に選ばれた。フランスで新しい絵画のスタイルで実績をあげたカレンはA・Y・ジャクソンといったカナダ人画家から尊敬される存在になった。
第一次世界大戦中はフレドリック・ヴァーリー(Frederick Varley: 1881-1969)、J・W・ビーティー(J.W. Beatty: 1869–1941)、チャールズ・ウォルター・シンプソン(Charles Walter Simpson: 1878–1942)とカナダ軍の公式戦争画家に選ばれた。
戦後はモントリオール美術協会(l'Art Association of Montreal)で教えた。
1934年に、ケベック州モンテレジー地域のシャンブリー(Chambly)で没した。

## 作品

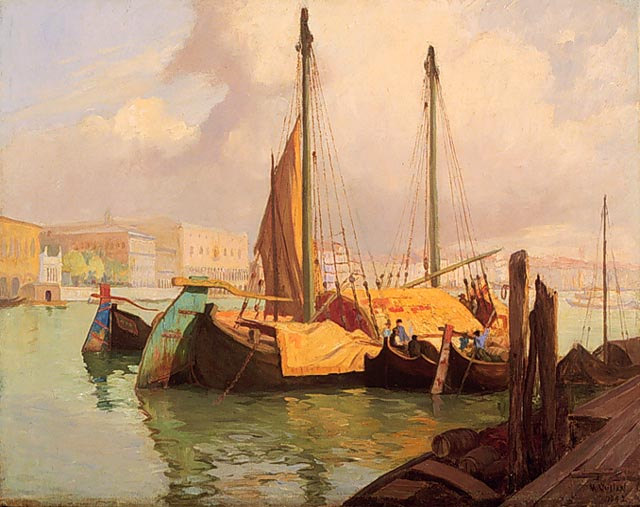
ヴェネツィアの港(1901) カナダ国立美術館蔵
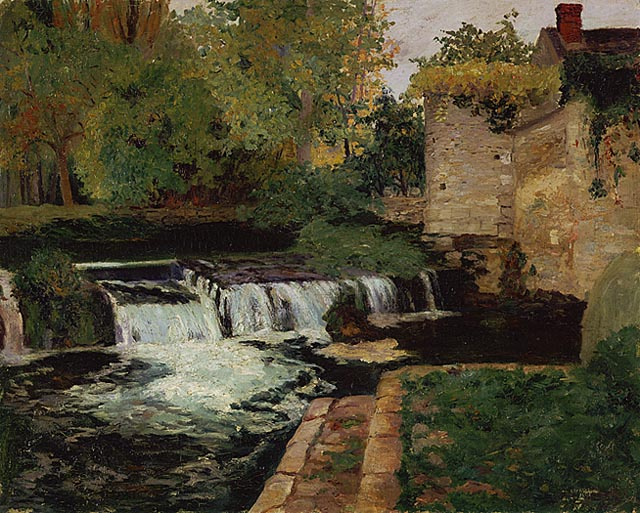
The Mill Stream(1905) カナダ国立美術館蔵
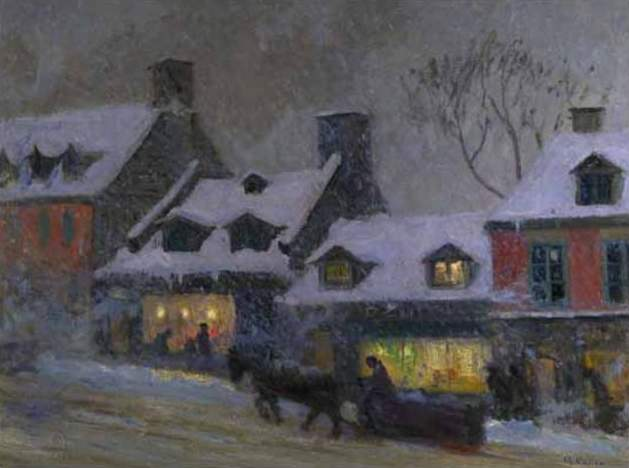
The bird shop, St. Lawrence Stree(1920) 個人蔵